# Clematis obscura
Clematis obscura är en ranunkelväxtart som beskrevs av Carl Maximowicz. Clematis obscura ingår i släktet klematisar, och familjen ranunkelväxter. Inga underarter finns listade i Catalogue of Life.